# 扬·哈韦尔
扬·哈韦尔（捷克語：Jan Havel，1942年11月10日—），生于科林，捷克前男子冰球运动员。他曾代表捷克斯洛伐克国家队参加1968年冬季奥林匹克运动会冰球比赛，获得一枚银牌。